# Hexobarbital
Hexobarbital ist ein zur Gruppe der Barbiturate gehörendes Injektionsnarkotikum bzw. kurz wirkendes Schlafmittel mit Suchtpotential, das heute kaum noch verwendet wird und ein Racemat darstellt.
Bekannt war Hexobarbital vor allem unter seiner als gelbliche Lösung zubereiteten Form mit dem Handelsnamen Evipan, das (als Vorläufer des kürzer wirkenden Pentothal) zur Einleitung von Narkosen gespritzt wurde.
Die Einführung des Evipans in Deutschland erfolgte 1932 mit einer Publikation von Hellmut Weese und Walter Scharpff. Im Jahr 1933 führte Weese die Evipannarkose ein. Pentothal ersetzte dann in den 1940er Jahren das Evipan.

## Pharmakologische Wirkungen
Die meisten Barbiturate wirken als Einschlafhilfen; Hexobarbital zeigt hier eine extrem kurze Wirkdauer. Alle hypnotisch wirkenden Barbitursäurederivate führen zu einer körperlichen Abhängigkeit, sehr ähnlich der Wirkung von Alkohol. Typische Entzugserscheinungen eines Hexobarbital-Abhängigen sind Reizbarkeit, Nervosität, Händezittern, Störungen der Muskelkoordination, Verfall der Reaktions- und Artikulationsfähigkeit und sogar ein Delirium tremens.

## Chemische Eigenschaften
Hexobarbital ist ein methyliertes Oxybarbiturat (Barbiturate) und eine schwache Säure mit einem Schmelzpunkt bei 145–147 °C. Wie viele Derivate der Barbitursäure kann es aufgrund seiner sauren und basischen Eigenschaften als Puffersubstanz in wässriger Lösung eingesetzt werden.
Verwendet wird es häufig in Form seines Natrium-Salzes (Privenal, CAS-Nummer: 50-09-9), das besser wasserlöslich ist.